# دفاع عن المنطقة

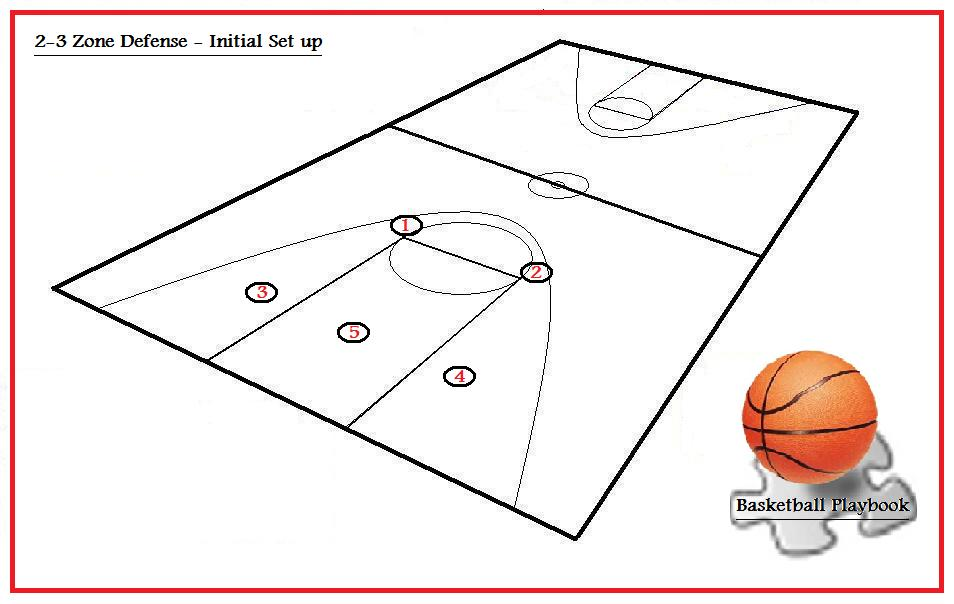
وضع البداية للدفاع عن المنطقة في كرة السلة.

الدفاع عن المنطقة أو دفاع المنطقة هو نوع من الدفاع يستخدم في الرياضات الجماعية ، وهو مغاير للدفاع رجل لرجل؛ فبدلاً من حراسة كل لاعب اللاعبَ المقابل في الفريق الآخر، يُمنح كل لاعب دفاع منطقة لحمايتها.